# يوهان جراف
يوهان جراف (بالألمانية: Johann Graf)‏ هو جزار ورائد أعمال نمساوي، ولد في 3 يناير 1946 في فيينا في النمسا.